# Неаполітанська війна
Неаполітанська війна (Австро-неаполітанська війна) 1815 року — збройний конфлікт між Неаполітанським королівством, створеним Наполеоном, і Австрійською імперією. Війна почалася 15 березня 1815 року, коли Йоахім Мюрат оголосив війну Австрії, і закінчилася 20 травня 1815 року, з підписанням конвенції Казаланца. Війна велася в період Ста днів Наполеона, вона була викликана про-наполеонівським виступом у Неаполі і завершилася вирішальною перемогою австрійців при Толентіно. Колишній король Неаполя Фердинанд IV був відновлений на престолі.